# فلاديمير بتروفيتش
فلاديمير بتروفيتش ، من مواليد 1 يوليو 1955 في بلغراد في صربيا ، الصربي بتروفيتش من مواليد 1955 وخاض آخر تجربة له مع منتخب صربيا لمدة سنتين قبل ان تتم اقالته لفشله في التأهل إلى نهائيات امم أوروبا 2012 ، وكان لاعبا لمنتخب يوغوسلافيا في اربع وثلاثين مباراة دولية وشارك في بطولتي كاس العالم 1974 و1982 مع المنتخب اليوغوسلافي، وقاد فريق ريد ستار للفوز ببطولة اندية أوروبا عام 1991، ونال المركز الثاني مع منتخب صربيا للشباب في بطولة أوروبا دون 19 عاما وخاض تجربتين في قارة آسيا مع المنتخب الأولمبي الكويتي ومنتخب الصين الوطني. قبل أن يدرب المنتخب العراقي لكرة القدم. لعب مع منتخب يوغسلافيا لكرة القدم.

## وصلات خارجية
- فلاديمير بتروفيتش على موقع الاتحاد الدولي (مؤرشف)  (الإنجليزية)
- فلاديمير بتروفيتش على موقع الاتحاد الأوربي (الإنجليزية)
- فلاديمير بتروفيتش على موقع قاعدة بيانات كرة القدم.إي يو (الإنجليزية)
- فلاديمير بتروفيتش على موقع ناشيونال فوتبول تيمز (الإنجليزية)
- فلاديمير بتروفيتش على موقع عالم كرة القدم.نت (الإنجليزية)
- فلاديمير بتروفيتش على موقع أوليمبيديا (الإنجليزية)

1. ↑  الصربي فلاديمير بتروفيتش مدربا للمنتخب العراقي - موقع كورة نسخة محفوظة 06 أبريل 2016 على موقع واي باك مشين.